# Populizem
Populízem je oznaka za način političnega delovanja, pri katerem politik poudarja, da je na strani »ljudstva« proti »elitam« in daje obljube, všečne čim širšim družbenim slojem. Populizem je protielitistična politična doktrina, ki obstaja tako na levem političnem polu kot na desnem. Torej ni lasten (intrinzičen) izključno enemu političnemu polu, pač pa je vzpon in rast populizma med drugim močno odvisna od nacionalnih, regijskih in zgodovinskih okoliščin.
Mudde in Kaltwasser opisujeta, da v literaturi obstaja soglasje o tem, da je populizem v Evropi povezan predvsem s politično desnico in sloni na nacionalni identiteti, medtem ko je populizem v Latinski Ameriki povezan predvsem s politično levico. Po besedah Wodakove in Khosravinika naj bi bil v večini držav Evropske Unije (EU) v vzponu predvsem desni populizem. Od 80-let 20. stoletja pa do dandanes je krepitev desnega populizma v Evropi močno povezana z izključevalno (ekskluzivno) politiko, katere tarča so predvsem priseljenci (imigranti) in narodne manjšine. Po drugi strani je levi populizem v Latinski Ameriki v zadnjih letih povezan z vključevalno (inkluzivno) politiko, pri kateri naj bi bila raznolika narodnostna sestava vpeta v enotni politični sistem. V Združenih državah Amerike je bil populizem povezan z obema političnima poloma, tako z levim (npr. Populistična stranka v 19. stoletju in Novi levi v 60-letih 20. stoletja) kot z desnim polom (npr. Republikanska stranka).
V Evropi ima populizem predvsem sledeče značilnosti: antiglobalizacija, sekularizem, antikapitalizem in državni intervenizem v gospodarstvu. Razlika med levim in desnim populizmom v resnici ni velika. Na videz zgleda, da se ne strinjajo glede vprašanj priseljevanja in vere. Levi populisti pričakujejo, da se bodo priseljenci asimilirali v tej smeri, da bodo tudi sami nasprotovali priseljevanju. Tako na primer levi populisti podpirajo omejitev verskih praks tudi v javnosti. Na takšen način prikrito delujejo proti priseljevanju, saj uporabljajo le drugačne načine, da pridejo do končnega cilja.
Za finančne kroge ne obstaja razlika med levim in desnim populizmom. Oboji so večinoma proti skupni valuti evro, zahtevajo odpis državnih dolgov, povečanje javnih izdatkov in podobno. Verjetno sta glavni zahtevi volilca populistične stranke nižji davki in višje plače. Populisti se kažejo kot zaščitniki demokracije in trdijo, da je bila ta ugrabljena s strani elit. Kot ljudstvo ali narod opredeljuje le tiste, ki se strinjajo z njihovimi videnji o ureditvi sveta. Njihov pogled na vodenje države je homogen in kdor se ne strinja z njihovimi idejami, je zaznamovan kot sovražnik naroda, ki krši in zanika njihove pravice, vrednote in identiteto.
Populizem dojemamo kot slabšalno oznako zaradi dvoličnosti. Uspešnost populistične politike predpostavlja tak psihološki ustroj množic, da sprejemajo besede in obljube namesto učinkov. Populistični politiki morajo zaradi tega biti karizmatične osebnosti in uporabljati propagando, včasih ojačano s prisilnim poenotenjem (diktatura).
Populizem je del totalitarnih ideologij, kot so fašizem, nacizem in komunizem. Za njih je značilno izrazito poenotenje mišljenja s propagando, posebni dogovori s kapitalom in na drugi strani socialni programi. Zaradi nekompatibilnosti obljub režimi, ki zlorabljajo nagovarjanje ljudstva, slej kot prej propadejo, z veliko škodo za celotno družbo. Populizem kot politični prijem sta izdatno uporabljala koroški Jörg Haider in italijanski politik Silvio Berlusconi.
Znani zgodovinski zgledi so, poleg fašizma in nacizma: argentinski peronizem (Juan Perón), »socialistična« Srbija pod Slobodanom Miloševićem. Na levici izstopa primer Koalicije radikalne levice, znane tudi kot Siriza, ki je na grških parlamentarnih volitvah leta 2015 osvojila skoraj polovico poslanskih mest, v Latinski Ameriki pa npr. bolivijski politik Evo Morales. Glede na izjavo španskega profesorja filozofije Santiago Zabala v spletnem časopisu Al Jazeera America so evroskeptične populistične stranke radikalne desnice in levice v Evropi zasedle na volitvah za Evropski parlament 2014 tretjino sedežev: »Nacionalna fronta, Stranka za neodvisnost Združenega kraljestva in Siriza so zmagali v Franciji, Veliki Britaniji in Grčiji; Pet zvezd v Italiji, Alternativa v Nemčiji in Združena Levica v Sloveniji pa so uspeli dobiti občutno podporo.«